# متوسط ذهبي

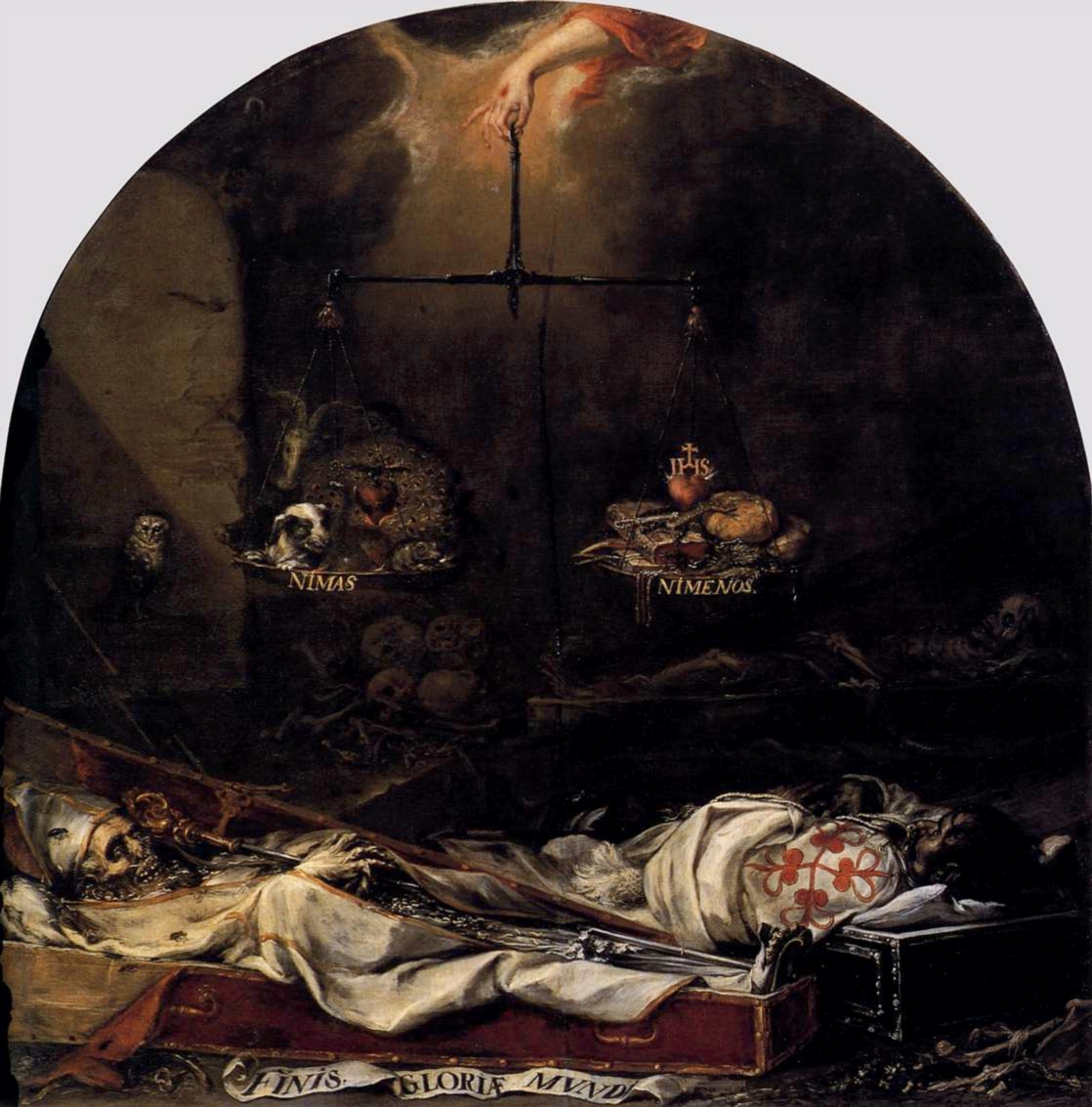

المتوسط الذهبي في الفلسفة، وخاصة في الفلسفة الإغريقية (فلسفة أرسطو) هو الاعتدال في الشيء من غير إفراط أو تفريط، أي أنه الوسط المرغوب بين النقيضين، إحداهما عن مبالغة والآخر عن تقصير.
على سبيل المثال، وحسب وجهة نظر أرسطو فإن الشجاعة هي فضيلة، ولكنها إن زادت عن حدها يمكن أن تبدو تهوّراً وفي حال النقص تبدو جبناً.